# Michele Pellegrino
Pour les articles homonymes, voir Pellegrino.
Michele Pellegrino (né le 25 avril 1903 à Centallo au Piémont et mort le 10 octobre 1986 à Turin) est un cardinal italien de l'Église catholique, archevêque de Turin de 1965 à 1977.

## Biographie
Michele Pellegrino  étudie à Fossano, à Milan et à Turin. Il est ordonné le 19 septembre 1925 pour le diocèse de Fossano. Il exerce différentes fonctions dans ce diocèse, notamment celles de directeur religieux du seminaire diocésain, de chanoine et vicaire général et de vicaire capitulaire. Il est également professeur à l'université de Turin.
Le 18 septembre 1965 Paul VI le nomme archevêque de Turin. Il est consacré le 17 octobre suivant par Mgr Dadone, évêque de Fossano et assiste à la dernière session du concile Vatican II en 1965.
Il se retire le 27 juillet 1977, à quelques mois de son soixante-quinzième anniversaire.
Le pape Paul VI le crée cardinal lors du consistoire du 26 juin 1967 avec le titre de cardinal-prêtre pro illa vice de Ss Nome di Gesù. Il participe aux conclaves de 1978 qui voient les élections de Jean-Paul Ier et de Jean-Paul II.

## Ouvrages
- Michele Pellegrino et al., Segni dei tempi e risposta dei cristiani, Pontificia Università Gregoriana, Roma 1970;  (ISBN 9788876524189)
- Michele Pellegrino, Quale pastorale?, Michele Pellegrino, Queriniana, 1979;  (ISBN 9788839914507)
- Michele Pellegrino, Letteratura latina cristiana, Michele Pellegrino, Edizioni Studium, 1999;  (ISBN 9788838232268)
- Michele Pellegrino, Letteratura greca cristiana, Michele Pellegrino, Edizioni Studium, Roma, 1956
- Michele Pellegrino, «Speranza e comunione», in Cristianesimo di speranza. 13 maggio 1973, Pomeriggio di speranza, di preghiera, di silenzio, con la partecipazione di padre J. Suenens (arcivescovo di Bruxelles), padre M. Pellegrino (arcivescovo di Torino), fratel C. Carretto, Elle Di Ci, Torino-Leumann 1973
- Michele Pellegrino, Il post-concilio in Italia. Aspetti pastorali, intervista di G. Lazzati, Vita e Pensiero, Milano 1979
- Essere Chiesa oggi. Scritti pastorali del card. Michele Pellegrino, a cura di G. Ghiberti, Elle Di Ci, Leumann (To) 1983
- Michele Pellegrino, Camminare insieme. Rilettura ed attualizzazione, Esperienze, Fossano 1993
- Michele Pellegrino, Diario di quei tredici mesi (marzo 1923-aprile 1924). Il chierico lettore Michele Pellegrino soldato a Mantova, a cura di V. Morero, Esperienze, Fossano 1996
- Michele Pellegrino, “Verus sacerdos”. Il sacerdozio nell’esperienza e nel pensiero di sant’Agostino, a cura di S. Palese, Vivere In, Roma 2010
- Michele Pellegrino, Lettere di paternità spirituale. Corrispondenza (1946-1979), a cura di E. Lascaro, Effatà, Cantalupa 2011
- Michele Pellegrino, Lettere a suor Paola Maria. Il Cardinale Pellegrino e la fondazione del Carmelo di Montiglio. Corrispondenza [1959-1981], Effatà, Cantalupa 2014
- Michele Pellegrino, Dire il Concilio. Testi inediti (1966-1972), a cura di Bartolo Gariglio e Francesco Traniello, Cantalupa (TO), Effatà, 2015
- Michele Pellegrino, Il popolo di Dio e i suoi pastori. Cinque conferenze patristiche, Effatà, Cantalupa 2011
- (fr) Michele Pellegrino, Le peuple de Dieu et ses pasteurs dans la patristique latine, prefazione di François Bovon, con testimonianza del Cardinale Georges Cottier e una nota di Carlo Ossola, testi stabiliti da Valerio Gigliotti e rivisti da Nadine Le Lirzin, Firenze, Leo S. Olschki, 2014;  (ISBN 9788822262998)
- Michele Pellegrino, Ricerche patristiche (1938-1980), Edizioni di storia e letteratura, Roma 2013-2014, 3 voll. (Riproduzione facsimilare dell’ed.: Bottega d’Erasmo, Torino 1982).
- “Un inedito di Michele Pellegrino del dicembre del 1981”, a cura di C. Mazzucco e P. Siniscalco, in Archivio Teologico Torinese 22/2 (2016), pp. 297-310